# Синус-катетер «ЯМИК»
Синус-катетер «ЯМИК» (акроним от «ярославские Маркова и Козлова») — устройство, применяемое в комплексном лечении некоторых форм острого синусита, в ряде случаев как этап предоперационной подготовки при лечении хронического синусита, а также для остановки кровотечения из полости носа и носоглотки. Устройство позволяет аспирировать патологическое содержимое из полости носа и околоносовых пазух. Методика применения синус-катетера «ЯМИК» называется ЯМИК-процедурой.

## История
Разработка устройства началось ярославскими оториноларингологами в 1980 году — Владимиром Сергеевичем Козловым под руководством профессора Геннадия Ивановича Маркова совместно с технологами НИИ резиновых и латексных изделий (Москва) и НИИ мономеров для синтетического каучука (Ярославль). В процессе данной работы было апробировано около 30 модификаций устройств, из которых 5 стали применяться на практике.

## Устройство
Синус-катетер «ЯМИК» состоит из корпуса, в котором имеется 3 канала, 2 из которых предназначены для раздувания переднего и заднего баллонов, 3-й, он же рабочий, предназначен для аспирации патологического содержимого. Внутри корпуса проходит твёрдый стержень, предназначенный для моделирования корпуса в соответствии с индивидуальной анатомией полости носа.

## ЯМИК-процедура
Пациент находится в положении сидя, иногда для улучшения дренажа допускается положение «на боку» и с наклонённой вперёд головой. Сначала проводится анестезия и анемизация слизистой оболочки носа. Корпус синус-катетера «ЯМИК» моделируется в соответствии с индивидуальной анатомией полости носа путём изгиба стержня в корпусе. Под контролем зрения синус-катетер вводится в полость носа по нижней части общего носового хода до носоглотки. Далее раздуваются передний и задний баллоны. Через рабочий канал с помощью шприца 20 мл и движением его поршня вперёд и назад производится создание положительного и отрицательного давления в полостях носа и околоносовых пазухах. При этом происходит эвакуация патологического содержимого из них.

## Критика
Не рекомендуется использование этого синус-катетер лицам имеющим сосудистые заболевания, полипы и новообразования в области носоглотки, искривления носовой перегородки, страдающим эпилепсией. Противопоказан для детей младше пяти лет. При проведении процедуры требуется контроль за ощущениями пациента.
Miwa et al. пишут, что, насколько им известно, «не было опубликовано сравнений изменений в давлении внутричелюстной пазухи до и после применения синус-катетера ЯМИК».
В обзоре 2016 года «International Consensus Statement on Allergy and Rhinology: Rhinosinusitis» относительно процедуры был сделан такой вывод: «использование устройства ЯМИК не рекомендуется на основании имеющихся данных» (пользы не выявлено; у пациентов наблюдаются дискомфорт и эпистаксис; ограниченный объем данных о преобладании вреда над пользой; имеются рекомендации против процедуры).